# 凡爾賽條約 (1756年)
凡爾賽條約（Tratado de Versalles；Vertrag von Versailles），也稱為第一次凡爾賽條約（Primer Tratado de Versalles），是法國和奧地利之間的外交協定。 它於1756年在法國凡爾賽宮簽署。 該協定簽署了四項條約，條約規定如果兩國受到英國或普魯士的攻擊，兩國將提供互助。接下來以某種形式持續了30年的法奧聯盟建立了。